# Francis Béhanzin
Francis Béhanzin de son vrai non Francis Awagbè Béhanzin, né le 8 mai 1955 au Bénin, est un Officier Général (er) du Bénin  et un commissaire de la CEDEAO (Communauté des États de l’Afrique de l’Ouest) au département des affaires politiques, paix et sécurité.
Avant de devenir Commissaire aux Affaires Politiques, Paix et Sécurité de la CEDEAO, il était de Août 2016 à Février 2018, Conseiller Militaire de la CEDEAO en Guinée Bissau.

## Biographie

### Carrière dans la Police Nationale du Bénin
En 1991, Francis Béhanzin est nommé Directeur du Service des Voyages Officiels et de la Sécurité des Hautes Personnalités en cumul de ses fonctions de Chargé de mission auprès du Ministère de l’Intérieur. C’est dans le cadre de ces fonctions qu’il a notamment assuré la sécurité du Pape Jean-Paul II lors de sa visite pastorale au Bénin en février 1993.
A la fin de l’année 1993, il est nommé Directeur Central de la Police Judiciaire, puis en 1994, Directeur départemental de la Police Nationale du Mono-Couffo, fonction qu’il assume jusqu’en 2000.
De 2000 à fin 2004, il occupe le poste de Directeur de l’Administration de la Police Nationale et est le porte-parole de la Police Nationale sous le Ministre de l’Intérieur Daniel Tawéma.
Entre 2005 et 2008, il assume les fonctions d’Inspecteur des Services de Sécurité puis celles de Directeur de la Coopération Technique de 2008 à 2013.

### Commissaire de la CEDEAO
En février 2018, à l’issue de la 18e session du Conseil des Ministres de la CEDEAO, il est nommé Commissaire au département Affaires Politiques, Paix et Sécurité en raison de son engagement pour la sécurité publique dans son pays et la promotion de la paix en Afrique. Il prend ses fonctions le 1er mars 2018.
Dès 2018, il s’implique à travers la mission de médiation de la CEDEAO à trouver une issue à la crise politique que traverse le Togo.
En 2019, il conduit la mission de la CEDEAO pour l’élection présidentielle au Sénégal et s’implique également dans la médiation des crises politiques au Bénin et en Guinée-Bissau.
En février 2020, il conduit une mission de la CEDEAO en République de Guinée afin d’évaluer le processus électoral en vue des élections législatives du mois de mars.
À partir de juillet 2020, il fait partie de la délégation de la CEDEAO menée par l’ancien président nigérian Goodluck Jonathan envoyée au Mali pour mener une médiation dans le cadre de la crise politique puis du coup d’État militaire.